# Remo Germani - Baci
Remo Germani - Baci è una raccolta del cantante italiano Remo Germani, pubblicata nel 1998 dalla Joker.

## Tracce
1. Baci (Things)
2. Topolino
3. L'appuntamento
4. Tomorrow, yes domani
5. Partivo
6. Piango una donna
7. Torna al mittente
8. Non andare col tamburo
9. Mai prima d'ora mai
10. Ora che sei qui (Groovy Kinda Love)
11. Ti darei (Un mondo di bene)
12. Ceste di sogni
13. Ti amerei (Because I Love)
14. Dammi la prova